# FOG-MPM

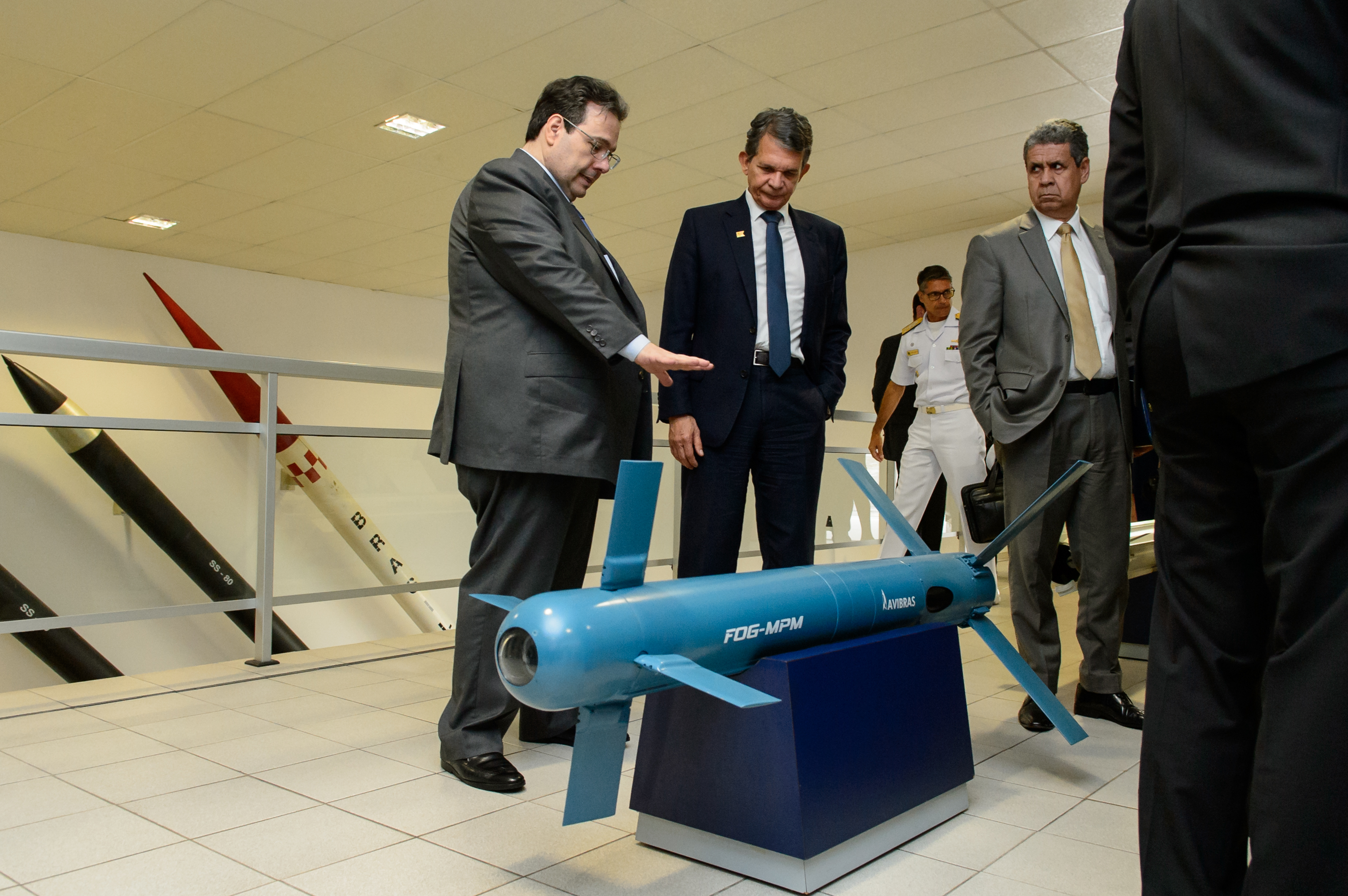
FOG-MPM

FOG-MPM (Misil multiusos guiado por fibra óptica) es un misil construido por la empresa brasileña Avibrás. Su gama es aproximadamente 60 km. Su alcance es de unos 60 km. El peso es de unos 34 kg. Su uso principal es como misil antitanque, anti-fortificación y anti-helicóptero. El FOG-MPM está guiado por tecnología de fibra óptica.  El FOG-MPM es muy flexible, se puede lanzar desde vehículos terrestres (Astros II MLRS), barcos y helicópteros, y es inmune a medidas electrónicas.

## Desarrollo
El trabajo en el desarrollo de FOG-MPM o MAC-MP (Misil Guiado de Fibra Óptica Multiuso - Misil Anti-Coche Multiuso) fue iniciado en 1985 por Avibrás y presentado en 1989. El programa está financiado por la propia empresa, con todos los componentes producidos en el país. En 1989 hubo tres lanzamientos de prueba; en 1992, hubo 8.
El misil tiene una longitud de 1,50 metros y 18 centímetros de diámetro, con un peso de 33 kg (24 kg inicialmente). Tiene un alcance de unos 10 a 20 km, relajado en versiones posteriores. La velocidad es de 150 a 200 m/s con una altitud de crucero de 200 m. La ojiva de carga hueca puede penetrar una armadura homogénea enrollada de 1.000 mm de espesor. Un "piloto" se puede entrenar en 8 horas en el simulador realizado por Avibrás.
Una versión tiene una altitud de crucero de menos de 150 my un alcance de 20 km. En la década de 1980, Avibrás estaba ofreciendo el misil a 30.000 dólares cada uno por un lote de 1.000 misiles. En julio de 2000 se presentó una versión con un alcance de 60 km.